# Tahoua
Tahoua este un oraș din Niger, reședința departamentului Tahoua.
Funcțiile economice ale orașului sunt date de comerțul cu produse agricole, precum și de exploatările de gips și fosfați.

Tahoua este de asemenea un loc de întâlnire pentru tuaregii din nord și populațiile Fulani din sud.

## Aeroport
Orașul este deservit de aeroportul local (cod ICAO: DRRT, cod IATA: THZ).